# Drosophila ustulata
Drosophila ustulata este o specie de muște din genul Drosophila, familia Drosophilidae, descrisă de Meijere în anul 1908. Conform Catalogue of Life specia Drosophila ustulata nu are subspecii cunoscute.